# 溶岩

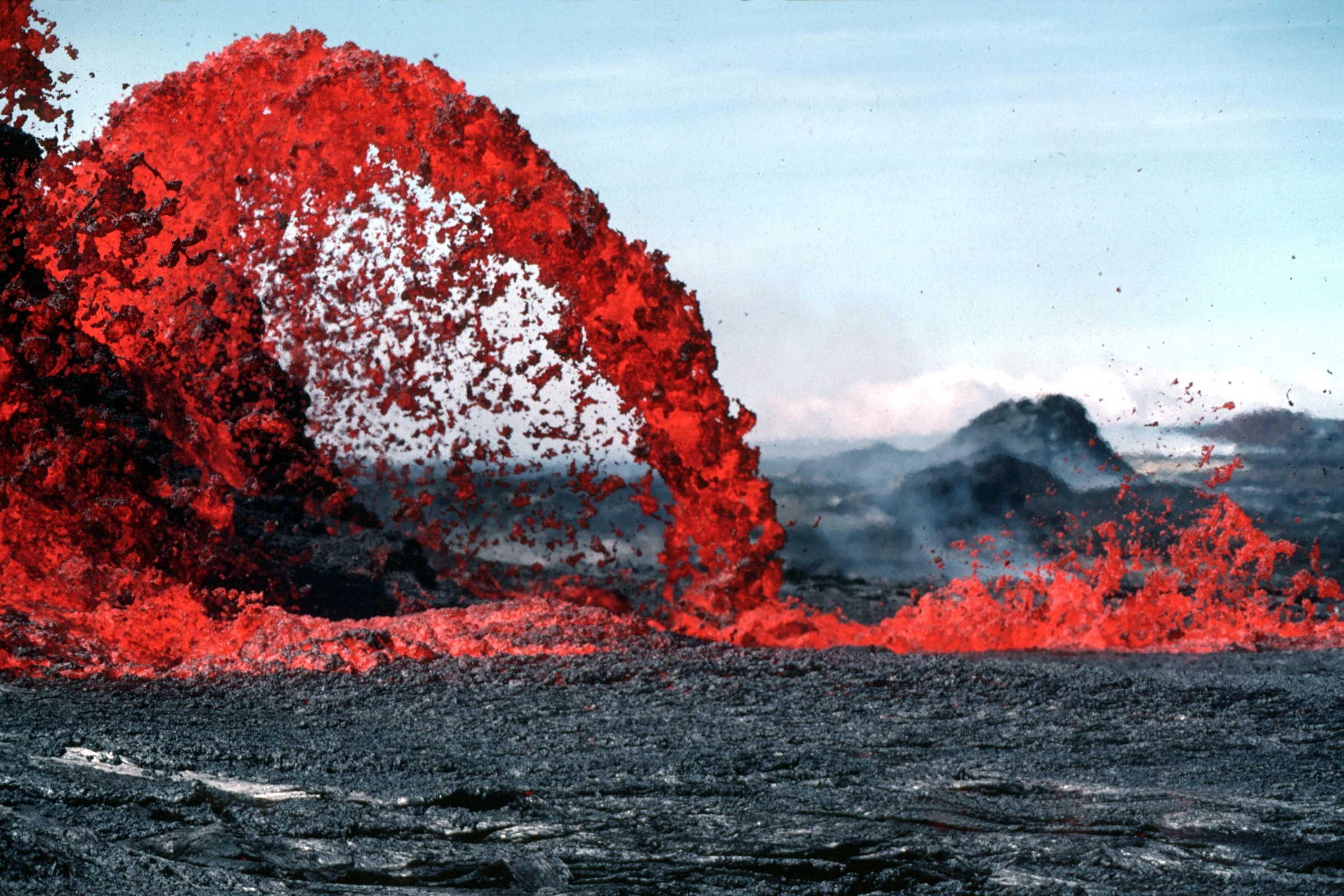
溶岩（パホイホイ溶岩）

溶岩（熔岩、ようがん、英語: lava）は、火山噴火時に火口から吹き出たマグマを起源とする物質のうち、流体として流れ出た溶融物質と、それが固まってできた岩石。

## 溶岩は多孔性
一般に噴出前のマグマは水を主成分とする揮発成分を大量に含んでいるため、減圧作用により発泡することが多い。この揮発成分は常時少しずつマグマから分離し火山ガスとして放出されているが、噴火の際には一気に大量のガスが抜け出て噴火時の爆発や高く上る噴煙を形成する。火口から流出する溶岩流にも揮発成分が含まれており、地上に出た際の圧力低下によって徐々にガスが分離するため多数の気孔や気泡を含んでいることが一般的である。しかし、マグマの噴出が高水圧のかかる深海底で起きる場合や、溶岩湖を形成したりした場合にはこの限りではない。
| 玄武岩     | SiO2が少ない | 粘度が低い（やわらかい） |
| 安山岩     | ↓            | ↓                        |
| デイサイト | ↓            | ↓                        |
| 流紋岩     | SiO2が多い   | 粘度が高い（かたい）     |

溶岩の粘性は、その温度や成分によって著しく異なる。温度が高いほど粘性が小さく、冷えると固化する。また成分的にはマグマ中のケイ酸成分（二酸化ケイ素）の量が多いほど粘性は大きくなる。日本を含む太平洋周辺の火山の溶岩は二酸化ケイ素成分の少ないものから順に、玄武岩→安山岩→デイサイト→流紋岩 であり、後になるほど粘性が高い。
ハワイの火山のような玄武岩質溶岩は粘性が低く流動性が高いので、溶岩流が火口から10km以上流れることも多い。昭和新山は粘性が大きく流動性に乏しいデイサイト質溶岩であり、地上に出た溶岩は流出することなくその場に盛り上がって溶岩ドームを形成した。ごつごつした外観の溶岩ドームを形成した雲仙普賢岳の噴火も、デイサイト質溶岩である。

### ケイ酸が粘性を左右する理由
純粋なケイ酸{\displaystyle {\rm {SiO_{2}}}}は4面体の原子配列を持つ。4面体の中心にケイ素原子があり4本の結合手で酸素と結合している。各頂点の酸素は隣の4面体と共有されている。この構造が三次元的に繰り返し連続して網目構造を作る。この三次元網目構造はケイ酸の融点とされる2,000℃でも有効であり、粘性を極端に大きくしている。このためケイ酸を重量65％程度含むデイサイト質溶岩は粘性が大きく流動性に乏しい。
マグマの中にはケイ素以外に他の金属が含まれる。ケイ酸の網目中にマグネシウム・鉄・カルシウムなどの金属原子が入ると、4面体の連続性が損なわれ、三次元網目構造が崩れる。玄武岩は金属成分に富みケイ酸の重量が少ない（40～50%）ため、三次元網目構造の影響は非常に小さく、低粘性の溶岩となる。
なお、地中奥深くの超高圧の状況では水がケイ酸と反応して岩石の融解温度を下げてマグマを形成する。→火山参照。その他二酸化炭素が溶け込んだ状態でも流動温度が低くなることが確かめられている。

## 溶岩の形状
溶岩は流動しながら次第に冷却固化するため、さまざまな形態を示す。
パホイホイ溶岩（英: pahoehoe lava）
ハワイなど最も流動性の高い溶岩が固化した形状。表面が平滑で丸みを持ち、波状や縄状の模様が見られる。語源はハワイの土語に由来する。
アア溶岩（英: aa lava）
三原山や富士山の玄武岩質溶岩で見られる形状。表面がガラガラのクリンカーで覆われていて歩きづらい。語源はハワイの土語に由来する。
塊状溶岩（英: Block lava）
アア溶岩よりも流れにくい溶岩の形状。流れが遅いので表面の固化と崩落を繰り返しながらゆっくり前進するため、岩塊状の溶岩流が残る。桜島などの安山岩質溶岩に多い。
枕状溶岩（英: Pillow lava）
陸上のパホイホイ溶岩に相当する。水中に噴出した場合、直径数十cmの楕円形を積み重ねたような枕状溶岩を形成する。俵状溶岩ともいう。
表面構造としてはしわ構造、拡張割れ目、収縮割れ目、引張割れ目などがあるが、外皮が水冷破砕してハイアロクラスタイトに遷移することも多い。玄武岩質～流紋岩質のどの溶岩においても形成されうる。 アア溶岩に相当する溶岩が水中に噴出した場合はクリンカー部が水冷破砕するため枕状溶岩とはならない。場合によっては、水蒸気爆発を起こして砕屑丘や偽小火口群を作ることがある。
溶岩ドーム（英: lava dome）
デイサイト質の溶岩がゆっくり地上に出て来た場合、溶岩はほとんど流れず噴出場所に高く盛り上がる。これを溶岩ドーム（溶岩円頂丘）と呼ぶ。

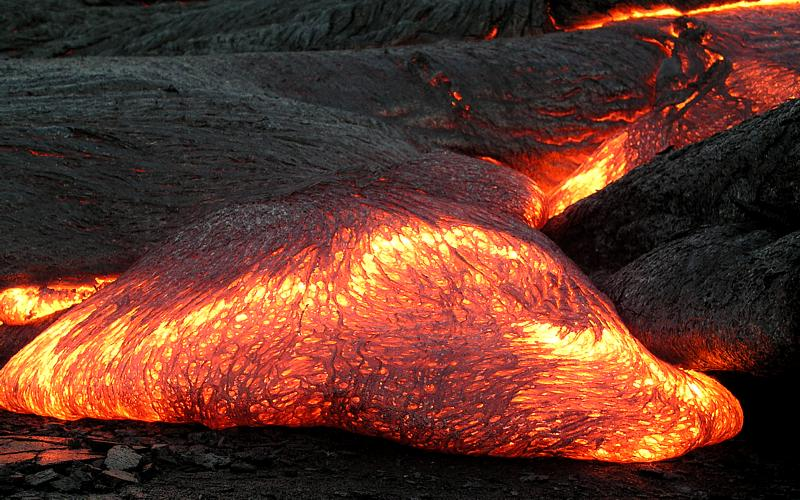
パホイホイ溶岩
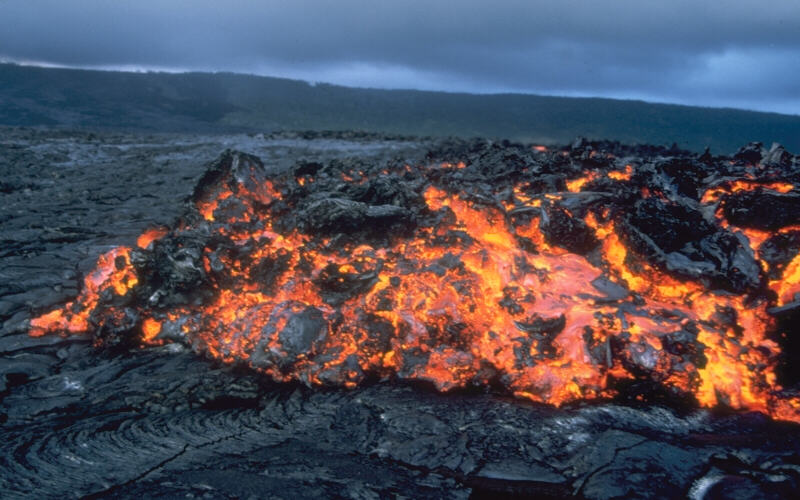
アア溶岩
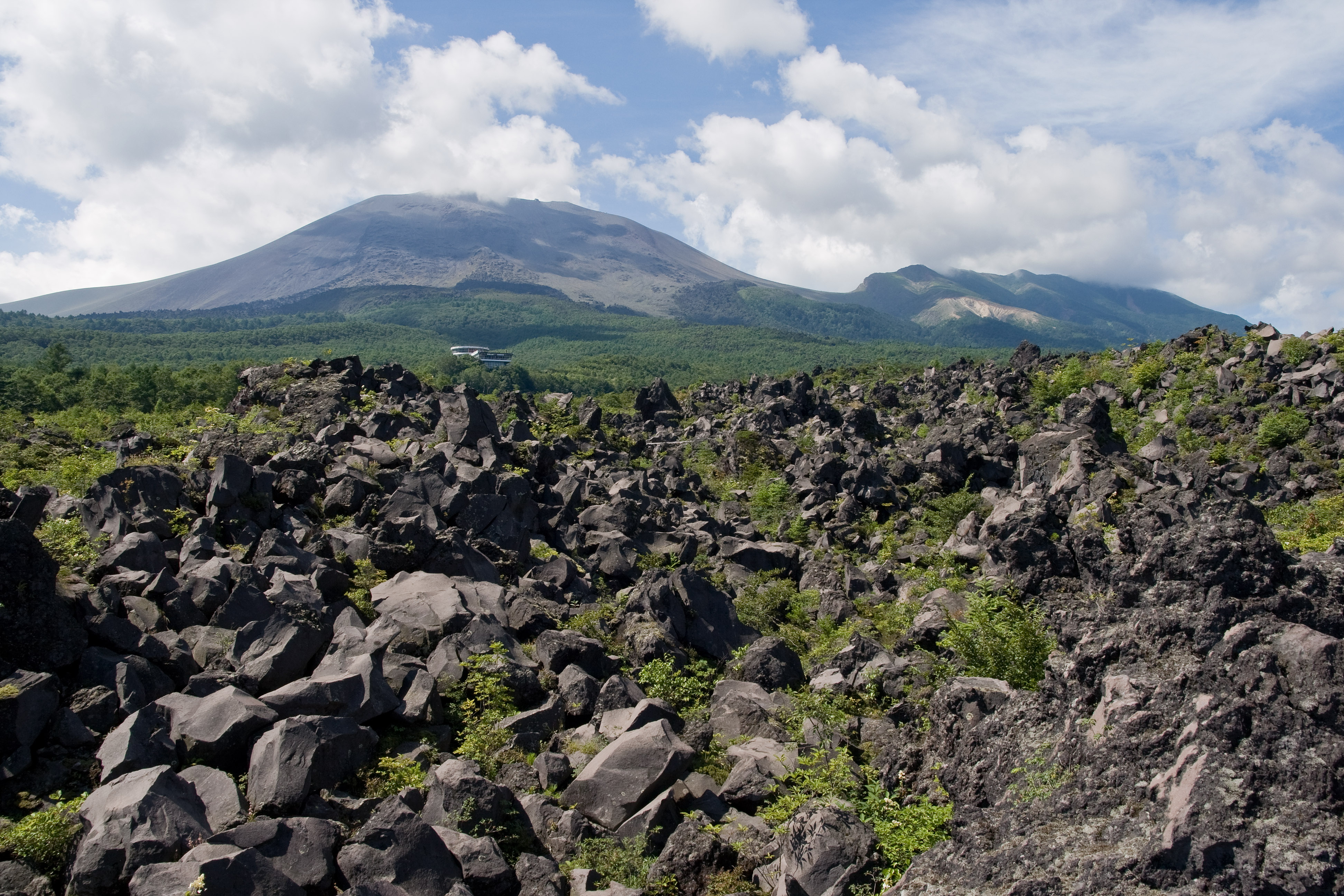
塊状溶岩 冷却後
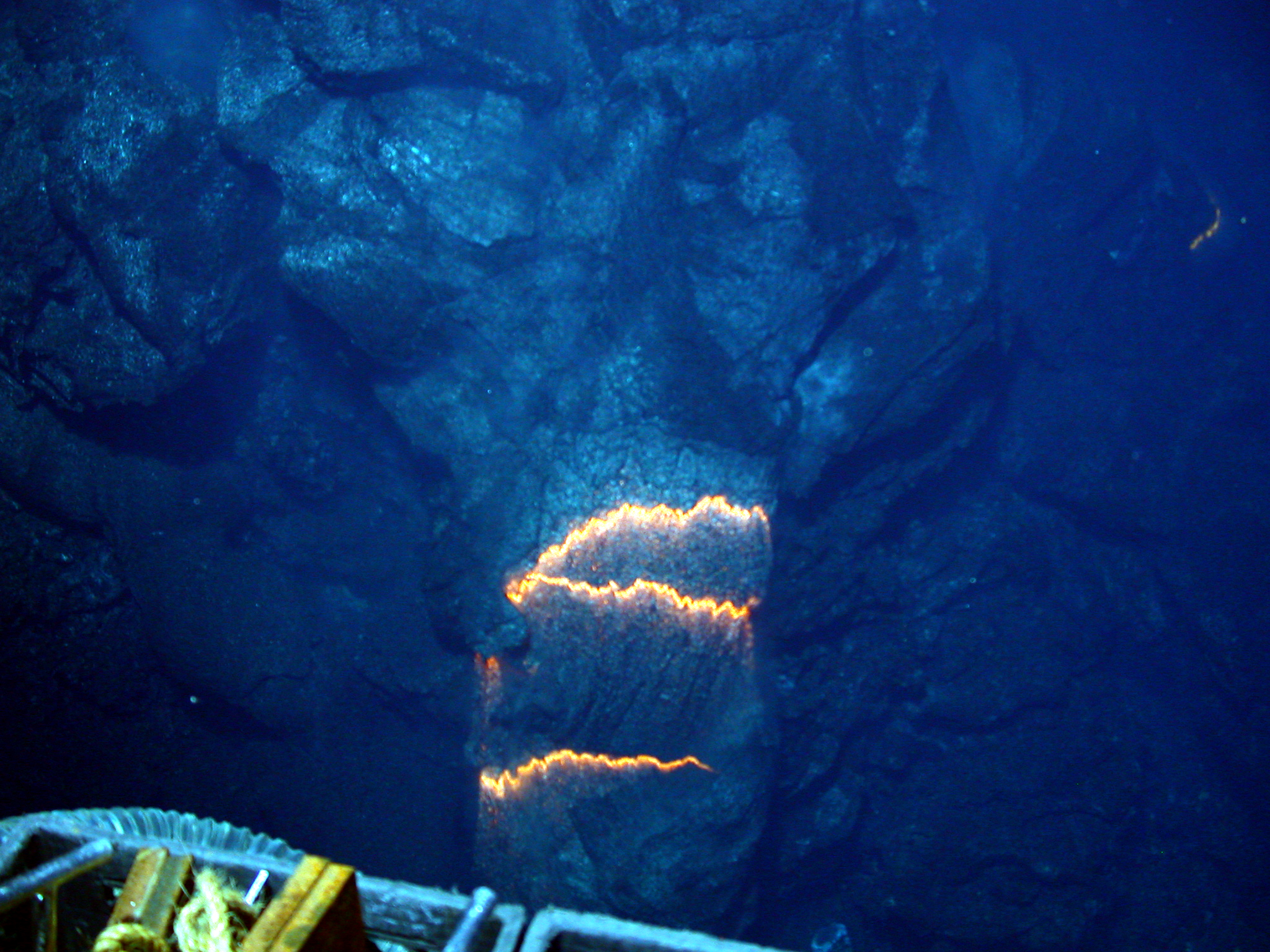
枕状溶岩
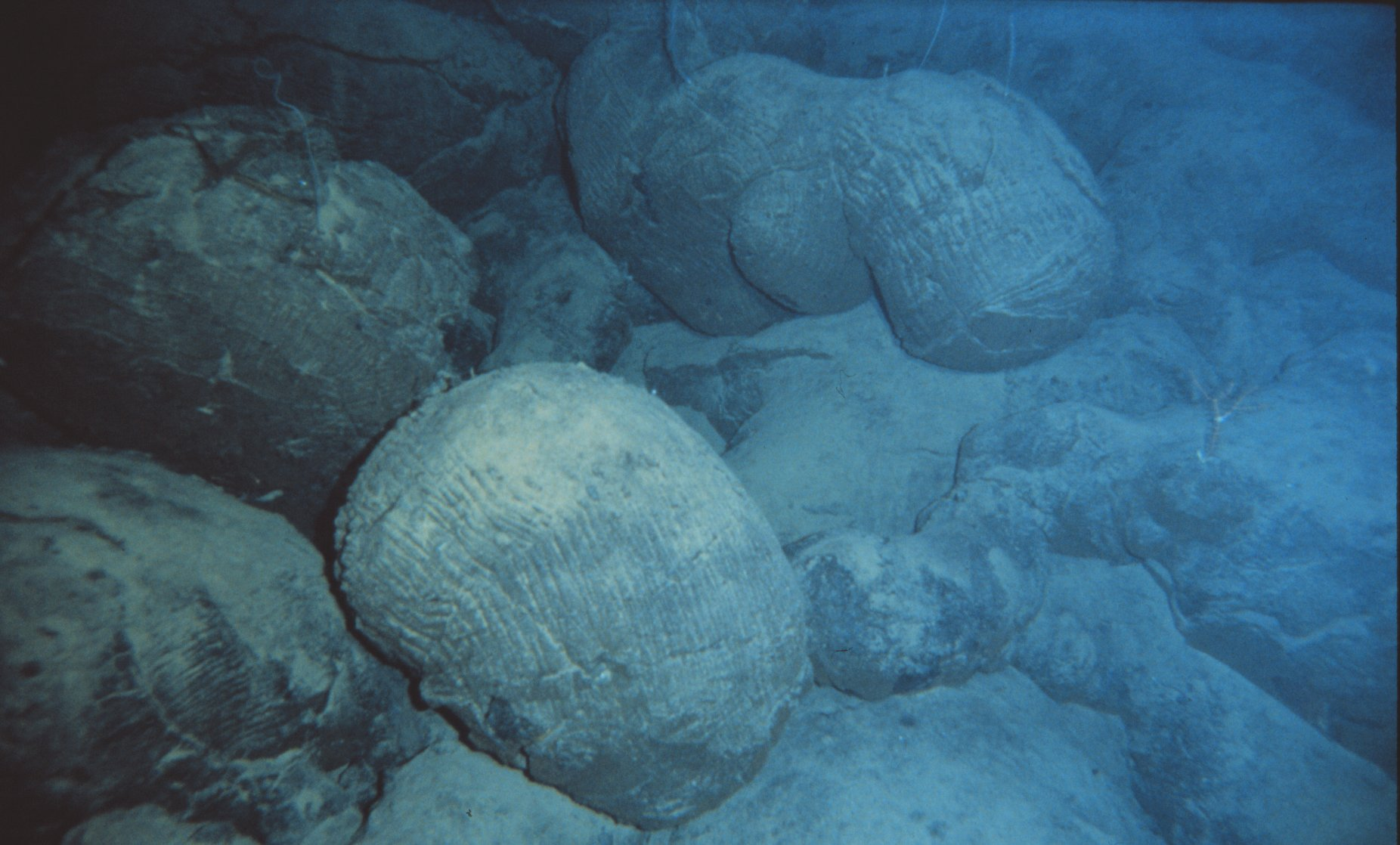
枕状溶岩 冷却後
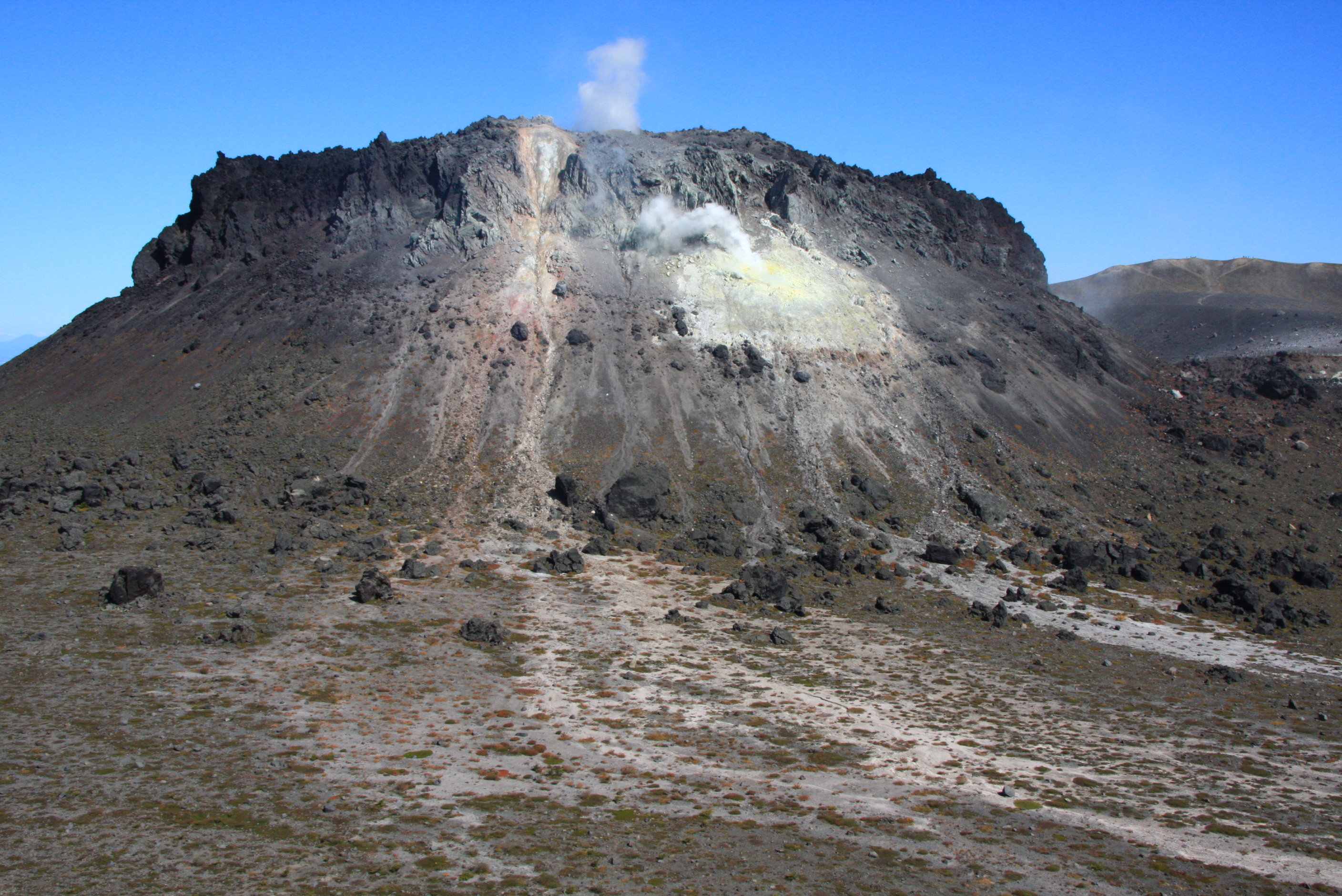
溶岩ドーム